# Coupe du Portugal de football 1957-1958
Navigation
1956-1957 1958-1959

La Coupe du Portugal de football 1957-1958 est la 18e édition de la Coupe du Portugal de football, considéré comme le deuxième trophée national le plus important derrière le championnat. 
La finale est jouée le 15 juin 1958, au stade national du Jamor, entre le FC Porto et le Benfica Lisbonne. Le FC Porto remporte son deuxième trophée en battant le Benfica 1 à 0.

## Finale
| 15 juin 1958 | FC Porto         | 1 - 0   | Benfica Lisbonne | Stade national du Jamor      |                              |
|              |                  | (0 - 0) |                  | Arbitrage : Álvaro Rodrigues | Arbitrage : Álvaro Rodrigues |
|              | Feuille de match |         |                  | Arbitrage : Álvaro Rodrigues | Arbitrage : Álvaro Rodrigues |